# Patrick Magee (IRA-Mitglied)

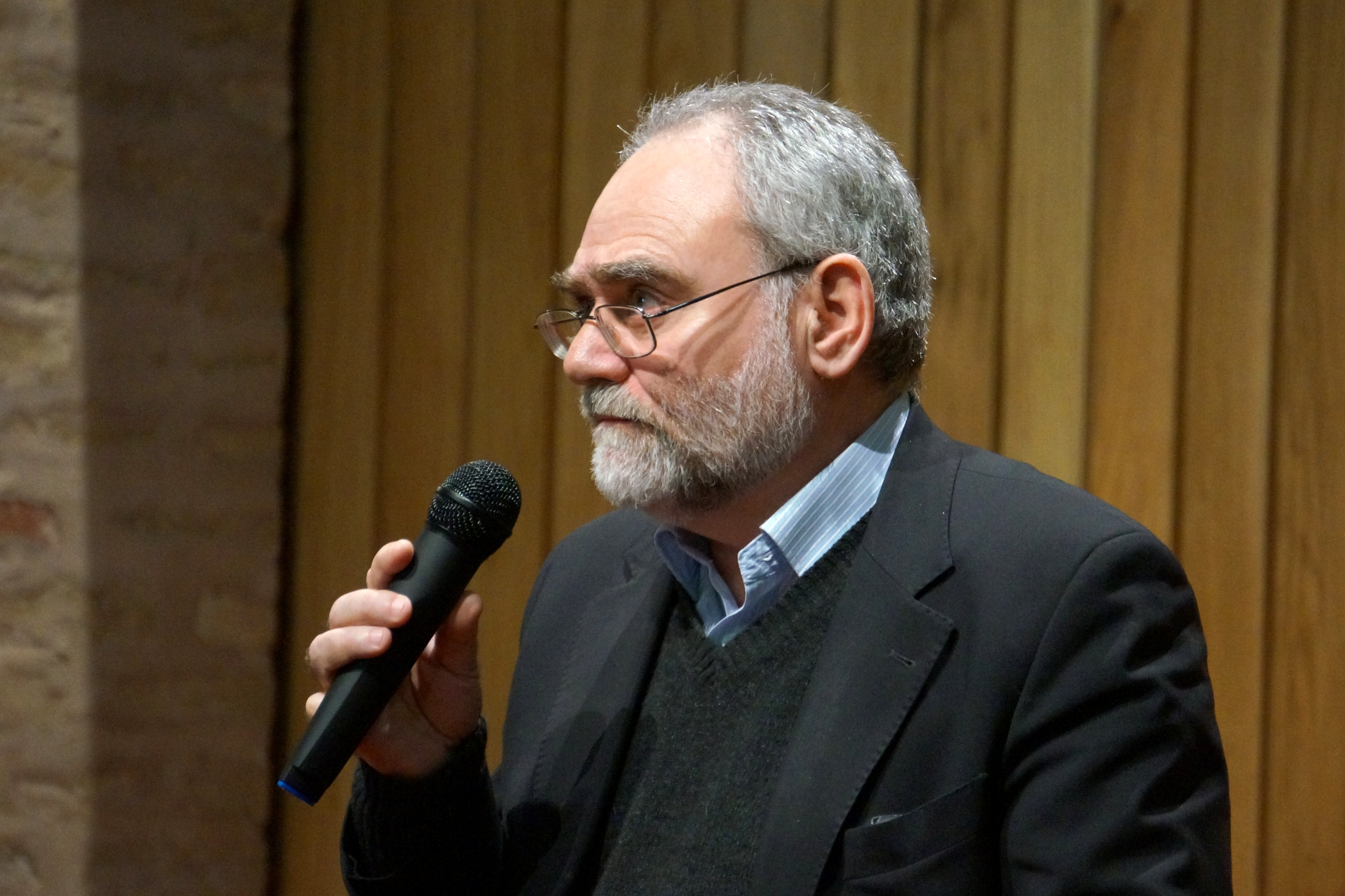
Patrick Magee

Patrick Joseph „Pat“ Magee (* 1951 in Belfast, Nordirland) ist ein ehemaliger Freiwilliger der Provisional IRA, der als Brighton Bomber bekannt wurde. Er verübte 1984 den Bombenanschlag auf das Grand Hotel in Brighton, um die anwesende britische Premierministerin Margaret Thatcher zu töten. Bei dem Anschlag kamen fünf Menschen ums Leben und über 30 wurden verletzt.

## Werdegang
Patrick Magee wurde in Belfast geboren, zog aber im Alter von vier Jahren mit seiner Familie nach Norwich in England, wo er wegen kleinerer Straftaten aktenkundig wurde. Im Alter von 20 Jahren zog er zurück nach Nordirland und wurde mit 21 Jahren Mitglied der Provisional IRA. 1973 wurde er verhaftet und verbrachte zweieinhalb Jahre in Long Kesh. Nach seiner Entlassung heiratete er und wurde 1978 Vater eines Sohnes. Im selben Jahr kam es zu Bombenanschlägen auf ein Gaswerk in London und ein Öldepot auf Canvey Island, wonach Magee zur Fahndung ausgeschrieben wurde. Er konnte sich anschließend über Frankreich in die Niederlande absetzen, wo er bei einer niederländischen Familie in Overloon lebte und Arbeit in einer Metallfabrik fand.
Magee wurde zwar von niederländischen Behörden verhaftet, aber im Januar 1981 wieder aus dem Gefängnis in Maastricht entlassen. Der zuständige Richter befand, dass der von den britischen Behörden gestellte Auslieferungsantrag nicht ausreichend mit Beweisen unterlegt war. Magee reiste anschließend im Februar 1981 nach Dublin, wo er als Grafiker für die Partei Sinn Féin arbeitete und Opfer eines Schusswaffenangriffes wurde, nach welchem er einige Wochen im Krankenhaus verbringen musste.
Vom 14. bis zum 17. September 1984 war Magee unter falscher Identität als Gast im Grand Hotel von Brighton eingecheckt und deponierte eine Bombe mit Langzeitzünder im Badezimmer von Raum 629. Die Bombe detonierte wie vorgesehen am 12. Oktober 1984 um 2:54 Uhr. Ziel des Anschlags war es, die Premierministerin Margaret Thatcher und das britische Kabinett zu töten, die sich aufgrund des Parteitages der Conservative Party zu diesem Zeitpunkt im Hotel aufhielten. Die Wucht der Explosion schlug eine Schneise durch sechs Stockwerke und tötete fünf Menschen, darunter zwei prominente Mitglieder der Partei. Margaret Thatcher blieb unverletzt, jedoch entstand Sachschaden in ihrem Bade- und Schlafzimmer. Über 30 Menschen wurden verletzt, wobei die Ehefrau des Politikers Norman Tebbit querschnittsgelähmt blieb.
Nach dem Anschlag überprüfte die Polizei rund 800 Personen aus etwa 50 Ländern, welche sich in den letzten Monaten im Hotel aufgehalten hatten. Die von Magee benutzte Identität flog auf und er wurde aufgrund eines Handabdruckes auf der Registrierungskarte des Hotels identifiziert. Magees Aufenthaltsort konnte in Dublin ausgemacht werden. Da ein Auslieferungsverfahren wenig erfolgversprechend schien und Magee untertauchen könnte, wollten die britischen Behörden auf seine Rückkehr nach England warten.
Patrick Magee konnte jedoch unerkannt nach England zurückkehren und deponierte am 15. Juni 1985 eine weitere Bombe mit Zeitzünder in Zimmer 112 des Londoner Rubens Hotels, einem Nobelhotel nahe dem Buckingham Palace. Als Zeitpunkt der Explosion war der 29. Juli um 13:00 Uhr eingestellt worden.
Am 22. Juni 1985 wurde Magee zufällig im Bahnhof von Carlisle gesichtet, als er sich mit dem unter polizeilicher Beobachtung stehenden IRA-Mann Peter Sherry getroffen hatte. Beide Männer fuhren mit dem Zug nach Glasgow, wo sie von der Polizei bis zu einem Unterschlupf in der Langside Road verfolgt wurden. Dort wurden Magee, Sherry und drei weitere IRA-Mitglieder verhaftet. Die Beamten konnten Schusswaffen, Bombendiagramme, Bargeld im fünfstelligen Bereich, gefälschte Pässe und Führerscheine, sowie Broschüren von Hotels in England sicherstellen. Einer der Verhafteten trug zudem einen Kalender bei sich, in welchem 16 Bombenziele in England eingetragen waren. Darunter befand sich auch das Rubens Hotel mit Zimmernummer, Datum und Zeitpunkt der Explosion, woraufhin die Bombe entschärft werden konnte. Der Sprengsatz befand sich in einer Essensbox und war ausgeklügelt präpariert. Ein Öffnen oder Bewegen der Box hätte zur Explosion geführt. Eine Zeitschaltuhr sorgte dafür, dass die Bombe erst scharf wurde, nachdem Magee das Hotel verlassen hatte.
Im September 1986 wurde Patrick Magee vor dem Old Bailey wegen Platzierens einer Bombe, Herbeiführens einer Sprengstoffexplosion, Mord in fünf Fällen sowie Verschwörung zum Bombenanschlag an 16 Zielen in Großbritannien zu achtmal lebenslänglich, mit einer Mindestfreiheitsstrafe von 35 Jahren, verurteilt. Im September 1994 wurde er nach Nordirland überstellt und 1999 aufgrund des Karfreitagsabkommens aus dem Maze Prison entlassen. Der britische Innenminister Jack Straw hatte sich erfolglos für eine weitere Inhaftierung eingesetzt.
Im Oktober 1999 erwarb Magee einen Ph.D.-Doktorgrad an der University of Ulster. 2001 veröffentlichte er ein Buch mit dem Titel Gangsters or Guerrillas?: Representations of Irish Republicans in Troubles Fiction.

## Weiteres
Das Hotel in Brighton wurde erst am 28. August 1986 wiedereröffnet. Ein Polizist zum Zeitpunkt des Anschlags starb im Dezember 2015 an den Auswirkungen des Einatmens von Asbest am Tatort.
Patrick Magee trug bei den Sicherheitsbehörden den Spitznamen The Chancer. Dabei handelte es sich um den Titel einer britischen Fernsehserie über einen risikoreichen Kriminellen, den das Glück niemals verlässt. Magee fehlte ein Teil des kleinen Fingers seiner rechten Hand, was unter anderem zu seiner Identifizierung am Bahnhof von Carlisle beitrug. Gerüchte, er sei in einem Trainingslager in Libyen zum Bombenbauer ausgebildet worden, wurden von Magee stets bestritten.
Nach seiner Entlassung widmete er sich dem Friedensprozess und hatte Auftritte als Gastredner. Zudem freundete er sich mit der Tochter des beim Brighton Anschlags getöteten Sir Anthony Berry an und pflegt auch eine Freundschaft mit dem Überlebenden Harvey Thomas, dem ehemaligen Berater von Margaret Thatcher.

## Bücher
- Gangsters or Guerrillas? Representations of Irish Republicans in 'Troubles Fiction'. 2001.  ISBN 1-900960-14-1
- Where Grieving Begins: Building Bridges after the Brighton Bomb – a Memoir. 2021. ISBN 978-0-7453-4177-4